# Jean-Baptiste Marchand
Jean-Baptiste Marchand (* 22. November 1863 in Thoissey; † 14. Januar 1934 in Paris) war ein französischer Offizier und Afrikaforscher.

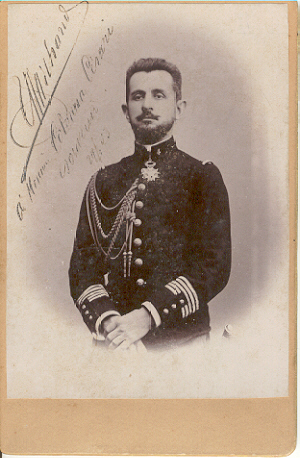
Jean-Baptiste Marchand

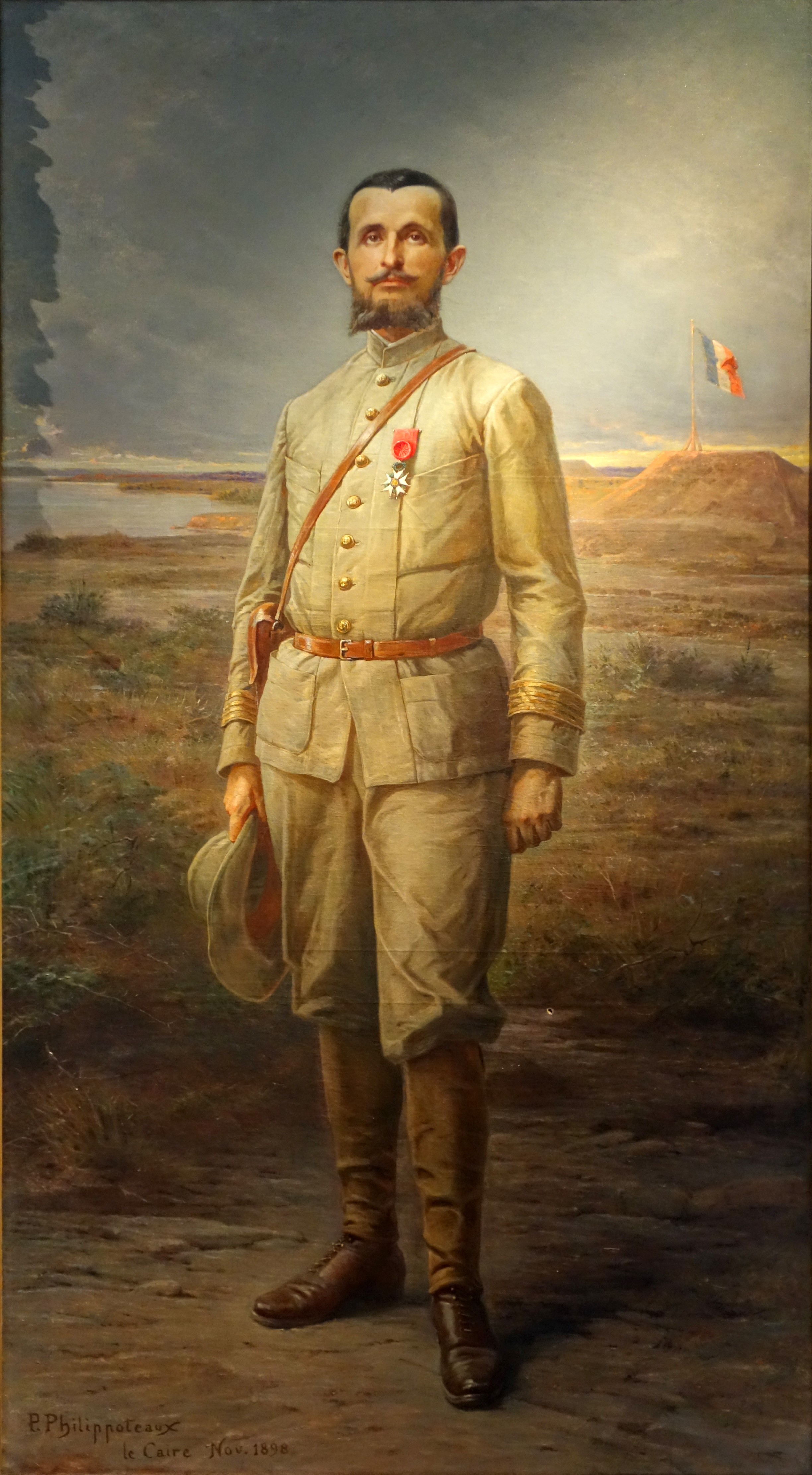
Marchand in Faschoda (1898)

## Jugend
Jean-Baptiste Marchand wurde im Département Ain als Sohn des Schreiners Georges Marchand (* 1834) und der Marie Duplessy (* 1843) geboren. Die Familie war arm, und er musste früh die Schule verlassen. Mit 13 Jahren wurde er Gehilfe bei einem Notar, wo er bis zum Tod seiner Mutter sieben Jahre später arbeitete. Am 1. Oktober 1883 trat er in die Armee ein und wurde später Unteroffizier. Seine Vorgesetzten hielten große Stücke auf ihn, so konnte er 1886 die Offiziersschule von Saint-Maixent besuchen und wurde im März 1887 Leutnant.

## Afrika
Im Januar 1888 wurde er nach Afrika versetzt und nahm an Forschungsreisen in Senegal und Zentralafrika teil. 1890 erforschte er die Quellen des Niger in Westafrika. Berühmt wurde er durch die Expedition, die er als Major von 1896 bis 1898 von Brazzaville nach Faschoda am Weißen Nil führte und die Läufe des Ubangi, des Uelle und des Barh erforschte sowie die sogenannte „Faschoda-Krise“ auslöste. Zu seiner großen Enttäuschung musste seine Truppe Faschoda räumen. Nach der Rückkehr nach Frankreich wurde er triumphal empfangen, und er erhielt die goldene Medaille der Société de Géographie.

## Weitere Laufbahn
Am 5. Januar 1900 wurde er zum Oberstleutnant befördert und im September desselben Jahren nach China versetzt. Er nahm an der Niederschlagung des Boxeraufstandes teil und verließ China im April 1902 wieder. Am 17. Mai 1904 quittierte er den Dienst bei der Armee. Er versuchte sich mit bescheidenem Erfolg als Journalist und heiratete. Zu Beginn des Ersten Weltkriegs wurde er im August 1914 als Oberst der Reserve eingezogen und wurde Generalgouverneur von Belfort. Am 20. Februar 1915 wurde er zum Brigadegeneral befördert. Im Krieg wurde Marchand mehrfach verwundet und zum Général de division befördert. Er führte von Juni 1915 bis Kriegsende mit einer Unterbrechung die 10e division d'infanterie coloniale an der Westfront. Er schied am 4. April 1919 wieder aus der Armee aus. Nach seinem Tod in Paris wurde sein Leichnam in seinen Geburtsort Thoissey überführt.